# Horova, Putila
Horova (în ucraineană Хорови, transliterat: Horovî și în germană Horowa) este un sat în raionul Putila din regiunea Cernăuți (Ucraina), depinzând administrativ de comuna Zahariceni. Are 304 locuitori, preponderent ucraineni (huțuli).
Satul este situat la o altitudine de 534 metri, pe malul râului Ceremuș,  în partea de nord a raionului Putila.

## Istorie
Localitatea Horova a făcut parte încă de la înființare din regiunea istorică Bucovina a Principatului Moldovei. În ianuarie 1775, ca urmare a atitudinii de neutralitate pe care a avut-o în timpul conflictului militar dintre Turcia și Rusia (1768-1774), Imperiul Habsburgic (Austria de astăzi) a primit o parte din teritoriul Moldovei, teritoriu cunoscut sub denumirea de Bucovina. După anexarea Bucovinei de către Imperiul Habsburgic în anul 1775, localitatea Horova a făcut parte din Ducatul Bucovinei, guvernat de către austrieci. 
După Unirea Bucovinei cu România la 28 noiembrie 1918, satul Horova a făcut parte din componența României, în Plasa Răstoacelor a județului Storojineț. Pe atunci, majoritatea populației era formată din ucraineni. 
Ca urmare a Pactului Ribbentrop-Molotov (1939), Bucovina de Nord a fost anexată de către URSS la 28 iunie 1940, reintrând în componența României în perioada 1941-1944. Apoi, Bucovina de Nord a fost reocupată de către URSS în anul 1944 și integrată în componența RSS Ucrainene. 
Începând din anul 1991, satul Horova face parte din raionul Putila al regiunii Cernăuți din cadrul Ucrainei independente. Conform recensământului din 1989, din 339 locuitori ai satului, 338 s-au declarat ucraineni și unul singur moldovean, prezentând 0,29% din populație . În prezent, satul are 304 locuitori, preponderent ucraineni.

## Demografie
Componența lingvistică a localității Horova
     Ucraineană (100%)
Conform recensământului din 2001, toată populația localității Horova era vorbitoare de ucraineană (100%).
1989: 339 (recensământ) 
2007: 304 (estimare)